# Насильство проти чоловіків
Насильство проти чоловіків (гендерно-зумовлене, -орієнтоване, -базоване, насильство на основі статі чи гендерне насильство) — це термін для насильницьких дій, які вчиняються непропорційно або виключно проти чоловіків або хлопчиків. Чоловіки надмірно представлені як кривдники, так і жертви насильства.

## Сприйняття та аспекти
Дослідження соціальних установок показують, що насильство сприймається як більш чи менш серйозне залежно від статі жертви та кривдника. Сповіщення про насильство щодо чоловіків демонструють розбіжності. Люди рідше повідомлять поліції про те, що чоловік б'є іншого чоловіка, ніж про те, що чоловік б'є жінку.
Правоохоронці-чоловіки виявляють більше небажання подавати звинувачення чи протоколи, коли чоловік є жертвою домашнього насильства. Використання стереотипів правоохоронними органами є загальновизнаною проблемою, і вчений-міжнародник Соланж Маутан стверджує, що під час конфліктних ситуацій сексуальне насильство проти чоловіків ігнорувалося на користь сексуального насильства проти жінок і дітей. Одним із пояснень такої різниці у фокусі є фізична сила, яку чоловіки мають над жінками, що робить людей більш схильними засуджувати насильство з такою гендерною конфігурацією.
Концепція чоловіків, які пережили насильство, суперечить суспільним уявленням про чоловічу гендерну роль, що призводить до низького визнання.
Через сприйняття зґвалтування як жіночої проблеми служби, спрямовані на допомогу жертвам сексуального насильства, не завжди готові працювати з жертвами чоловічої статі.
Ризик стати жертвами насильницьких злочинів для чоловіків набагато вищий, ніж для жінок, тоді як жінки більше бояться насильницьких злочинів. Це явище дослідники називають «гендерним парадоксом страху перед злочином».

## Насильство проти ЛГБТ-чоловіків
Протягом історії чоловіча гомосексуальність переслідувався, часто жорстоко. Під час середньовіччя та раннього Нового часу чоловіки, яких визнавали винними у «содомії», часто піддавали смертній карі за гомосексуальність.
У своєму звіті за грудень 2020 року Міжнародна асоціація лесбіянок, геїв, бісексуалів, транссексуалів та інтерсексуалів (ILGA) виявила, що гомосексуалізм є кримінальним правопорушенням у 67 зі 193 держав-членів ООН і в одній незалежній юрисдикції, на Островах Кука, тоді як дві держави-члени ООН, Ірак і Єгипет криміналізували це де-факто, але не в законодавстві. В Афганістані, Брунеї, Ірані, Іраку, Мавританії, Нігерії, Саудівській Аравії, Сомалі, Об'єднаних Арабських Еміратах і Ємені все ще допускається винесення смертної кари за гомосексуальні сексуальні дії.
За даними Human Rights Campaign 26 відсотків чоловіків-геїв і 37 відсотків чоловіків-бісексуалів зазнають зґвалтування, фізичного насильства або переслідування з боку інтимного партнера, у порівнянні з 29 відсотками чоловіків-гетеросексуалів. Крім того, 40 відсотків чоловіків-геїв і 47 відсотків чоловіків-бісексуалів зазнавали сексуального насильства, крім зґвалтування, у порівнянні з 21 відсотком чоловіків-гетеросексуалів.

## Домашнє насилля
Жінки та чоловіки, які вчиняють домашнє насильство, схильні вчиняти різні види насильства. Наприклад, жінки більш схильні кидати або бити предметами, бити ногами, кусати або бити, тоді як чоловіки частіше давить або душити. У той час, як жінки нападають на чоловіків, чоловіки набагато частіше є злочинцями та мають значно більше шансів поранити, завдати шкоди або вбити своїх партнерів. Чоловіки менш схильні бути вбитими інтимним партнером, ніж жінки. У Сполучених Штатах у 2005 році 329 чоловіків були вбиті своїми інтимними партнерами проти 1181 жінки.
Під час карантину та розпоряджень, які були введені в дію, щоб допомогти стримати поширення COVID-19, у багатьох країнах різко зросла кількість випадків домашнього насильства вдома. Таке зростання домашнього насильства відбулося в усьому світі, за оцінками, кількість дзвінків чоловіків до служб підтримки жертв домашнього насильства збільшилася на 16-40 %. Водночас жінки залишились найпоширенішими жертвами насильства.
Чоловіки, які постраждали від домашнього насильства, іноді не бажають повідомляти про це чи звертатися за допомогою. Шаміта Дас Дасгупта та Ерін Піцці є одними з тих, хто стверджує, що, як і інші форми насильства над чоловіками, насильство з боку інтимного партнера зазвичай менше визнається суспільством, якщо жертвами є чоловіки. Поліція часто тривіалізує або применшує звинувачення чоловіків у домашньому насильстві проти жінок. Дослідження, починаючи з 1990-х років, виявили проблеми уявної та фактичної упередженості, де залучається поліція, коли факт того, що чоловік постав жертвою заперечується навіть у разі поранення. Багато людей, як чоловіків, так і жінок, вагаються повідомляти про домашнє насильство, наприклад, 1,9 мільйона людей віком від 16 до 59 років повідомили у Дослідженні злочинності в Англії та Уельсі (за рік, що закінчився березнем 2017 року), що вони були жертвами домашнього насильства, а 79 % — не повідомляли про свого чи колишнього партнера. З 1,9 мільйона приблизно 713 000 були чоловіками, тоді як 1,2 мільйона були жінками.

## Примусове обрізання
Примусове обрізання — це обрізання хлопців та дорослих чоловіків проти їх волі. Примусове обрізання відбувалося в широкому діапазоні ситуацій, особливо при обов'язковому наверненні немусульман в іслам і останнім часом особливо в Кенії. У Південній Африці звичай дозволяє необрізаним чоловікам, які розмовляють мовою коса, старшім віку обрізання (себто 25 років або старше), пересилювати інших чоловіків та примусово обрізати. Деякі вчені вважають примусове обрізання дорослих чоловіків сексуальним насильством зумовленим статтю. Міжнародний кримінальний суд постановив у 2011 році, що такі дії не є «сексуальним насильством», а скоріше підпадають під значення «інших нелюдських дій».
Примусове обрізання хлопчиків без медичної причини було описано як насильство над дітьми та порушення їхніх прав, а деякі медичні організації називають обрізання, виконане з немедичних причин, «каліченням». Ці практики, однак, залишаються предметом тривалих і енергійних етичних дебатів. Прихильники базують свої аргументи на свободі віросповідання, а також на аргументі про те, що криміналізація була б переважно неефективною, змусила б батьків, які наполягають на процедурі, звертатися до погано підготовлених практиків, а не до медичних працівників, і сприяла б стигматизації або заохочувала б переслідування групи меншин. У той час, як нерелігійне регулярне обрізання є незаконним у деяких країнах, релігійне обрізання неповнолітніх є законним у будь-якій державі.

## Масові вбивства
У ситуаціях структурного насильства, включаючи війну та геноцид, чоловіків і хлопчиків часто виділяють і вбивають. Виділення чоловіків і хлопців призовного віку відбувається через припущення, що вони є потенційними учасниками бойових дій, і є формою гендерно зумовленого насильства, через поширеність чоловічого призову до армії та непоширеність жінок у армії. Ці акти насильства розглядаються як природні та виходять із припущень про гендерну роль чоловіків у бойових ситуаціях. Ця практика сягає корінням глибоко в історію: римські записи про завоювання громад вказують на масове вбивство чоловіків поселень і поневолення жінок.
Вбивства цілей за статтю під час війни в Косово, оцінки цивільних чоловіків-жертв масових вбивств свідчать про те, що вони становили понад 90 % усіх жертв серед цивільного населення. Також чоловіки та хлопці, які не брали участі в бойових діях, були об'єктами масових убивств під час війни. Примусовий призов також можна вважати гендерним насильством, що скоюється державами проти чоловіків. Крім того, приклади можуть включати фільтраційні табори, створені Росією на окупованих територіях під час російського вторгнення в Україну у 2022 році.

## Сексуальне насильство
Відповідно до звіту SAVI (Сексуальне насильство та насильство в Ірландії) за 2002 рік, 9,7 % ірландських чоловіків повідомили, що зазнали контактного сексуального насильства у зрілому віці (у віці 17 років або старше); 0,9 % тих, хто був насильно залучений у секс з проникненням. Ще 2,7 % повідомили про небажаний безконтактний сексуальний досвід. Для порівняння, 20,4 % ірландських жінок повідомили, що зазнали контактного сексуального насильства в дорослому віці, 6,1 % з яких стосувалися проникливого сексу; ще 5,1 % повідомили про небажаний безконтактний сексуальний досвід.
Згідно зі звітом про сімейне, домашнє та сексуальне насильство в Австралії за 2018 рік, у 2016 році австралійська поліція зафіксувала 4100 чоловіків, які стали жертвами сексуального насильства, на відміну від 18 900 жінок того року (таким чином, чоловіки становили 17,8 % усіх жертв). Серед жертв сексуального насильства чоловічої статі, починаючи з 15 років, 55 % повідомили про кривдника-жінку, тоді як 51 % повідомили про кривдника-чоловіка (деякі, хто зазнавав сексуального насильства кілька разів, були жертвами чоловіків і жінок); для порівняння, 98 % жінок-жертв, починаючи з 15 років, повідомили про чоловіка, тоді як 4,2 % повідомили про жінку (тут також дещо збігається).
У 2012 році Агентство ООН у справах біженців випустило рекомендації для співробітників УВКБ ООН і гуманітарних працівників щодо того, як підтримувати та поводитися з чоловіками, які стали жертвами сексуального насильства та зґвалтування під час війни, а також у ситуаціях з порушенням прав людини. Керівні принципи «включають поради щодо складного завдання ідентифікації жертв сексуального та насильства, що коїться з певних причин тільки проти одного гендеру, враховуючи стигму, пов'язану зі зґвалтуванням».

## Військове насильство

### Військова повинність

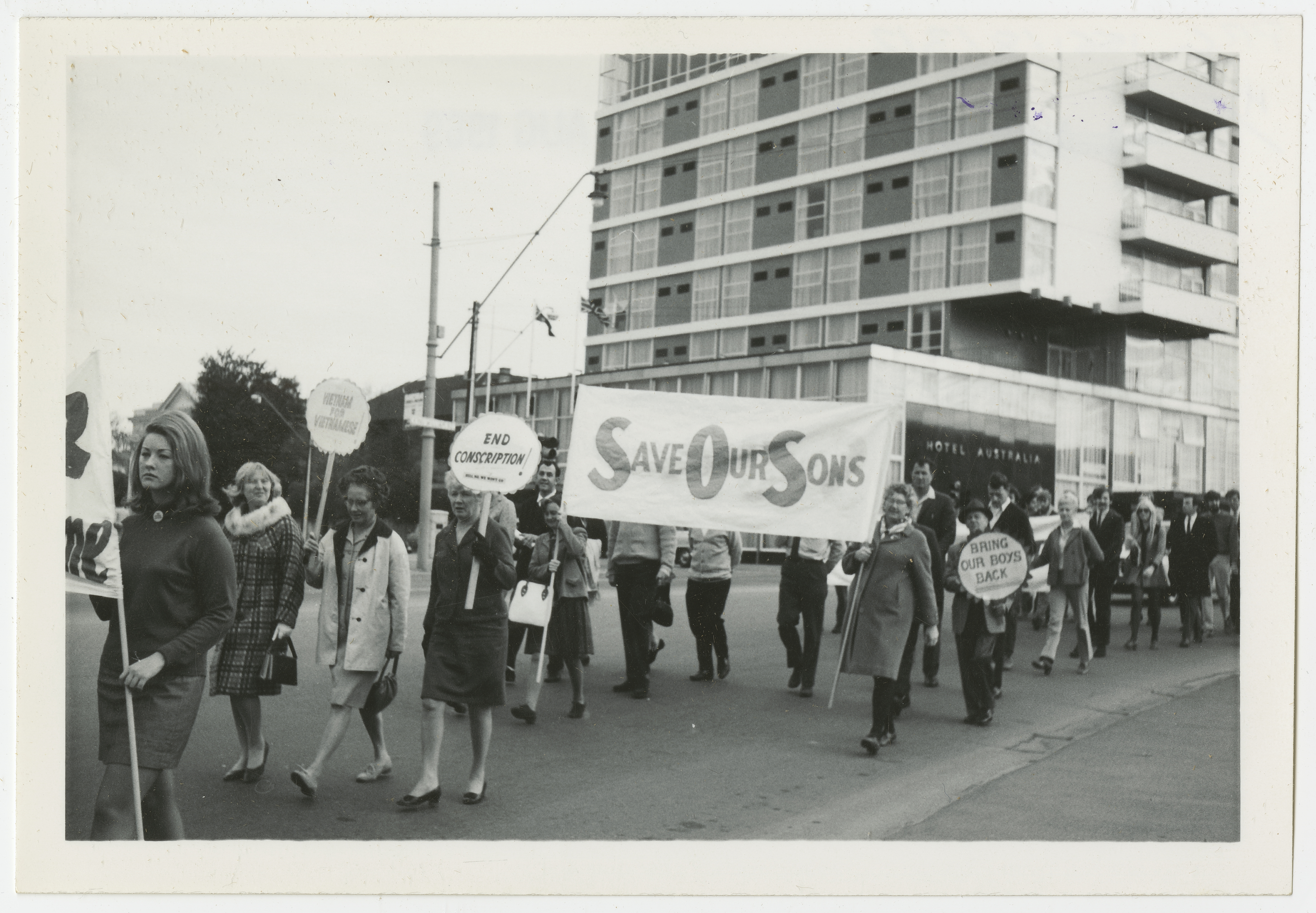
Жінки протестують проти військової служби та війни під час маршу до Всесвітнього дня миру біля готелю «Австралія», вулиця короля Вільяма, Північна Аделаїда, 1969 рік

Військовий обов'язок, який іноді називають «драфтом», — це обов'язковий призов людей на державну службу, найчастіше — військову службу. Історично склалося так, що лише чоловіки були піддані військовому призову, і наразі лише три країни призивають жінок і чоловіків на однакових формальних умовах: Норвегія, Швеція та Нідерланди.
Призов лише для чоловіків, або обов'язкова військова служба, критикували як сексистську. Критики вважають дискримінацією примушувати тільки чоловіків, та не жінок, до військової служби. Вони кажуть, що призов чоловіків нормалізує чоловіче насильство, призовникам індоктринують сексизм і насильство проти чоловіків, а військовий вишкіл соціалізує призовників у патріархальних гендерних ролях. Однак, деякі феміністичні організації чинили опір залученню жінок до призову, особливо Норвезька асоціація прав жінок.

### Сексуальне насильство під час війни
Сексуальне насильство під час війни, вчинене чоловіками над чоловіками, використовується як психологічна війна з метою деморалізації ворога. Ця практика є стародавньою, і зафіксовано, що вона мала місце під час хрестових походів. Під час збройних конфліктів чоловіки можуть бути зґвалтовані, сексуально калічені, сексуально принижені, примушені до кровозмішання або навіть залучені у рабство. Зокрема, кастрація використовується як засіб фізичних тортур із сильним психологічним ефектом, а саме втратою здатності до продовження роду та втратою статусу повноцінної людини. Під час останніх конфліктів, таких як боснійська війна та ряд менших конфліктів у Східній Африці, актом сексуального насильства, про який найчастіше повідомлялося, було генітальне насильство. Також, як сексуальне насильство в усіх його формах криміналізовано міжнародним правом, культура мовчання навколо сексуального насильства над чоловіками часто залишає чоловіків-жертв без підтримки.
В одному дослідженні менше ніж 3 % організацій, які розглядають зґвалтування як зброю війни, згадують чоловіків або надають послуги жертвам чоловічої статі.

## Вбивство
| Чоловік злочинець/Чоловік жертва | 65,3 % |
| Чоловік злочинець/Жінка жертва   | 22,7 % |
| Жінка злочинець/Чоловік жертва   | 9,6 %  |
| Жінка злочинець/Жінка жертва     | 2,4 %  |

Статистика злочинів у США, починаючи з 1976 року, показує, що чоловіки перевищують кількість жертв у вбивствах, у яких беруть участь як чоловіки, так і жінки (74,9 % жертв — чоловіки). Чоловіки також складають більшість (88 %) виконавців вбивств, незалежно від того, жінка чи чоловік жертви. За даними Бюро статистики юстиції, жінки, які вбивають чоловіків, швидше за все, вбивають знайомих, подружжя або хлопця, тоді як чоловіки частіше вбивають незнайомців. У багатьох випадках жінки вбивають чоловіків через те, що вони стали жертвами насильства з боку інтимного партнера, однак це дослідження проводилося на жінках у камері смертників, розмір вибірки становив приблизно 97 осіб протягом останніх 100 років.
В Австралії чоловіки також перевищують кількість жертв, при цьому Австралійський інститут кримінології виявив, що чоловіки в 11,5 раза частіше, ніж жінки, будуть убиті незнайомцями.
Дані з Великої Британії також показують, що рівень вбивств серед чоловіків вдвічі перевищує рівень вбивств серед жінок. Хоча частка жертв вбивств у Великій Британії в 1960-х роках була досить рівномірно розподілена між чоловіками та жінками, відтоді гендерні тенденції демонстрували різні тенденції: у той час, як кількість жертв жінок залишалася незмінною, кількість чоловіків зросла.

## Вбивства поліціянтами
У Сполучених Штатах застосування поліцією сили зі смертельними наслідками є однією з головних причин смерті молодих чоловіків. Ймовірність смерті в результаті застосування сили поліцією становить 1 з 2000 чоловіків і 1 з 33 000 жінок. Дослідження з використанням останніх даних виявили, що чорношкірих, латиноамериканців та індіанців/аляскинців непропорційно зупиняє поліція та вбиває під час зіткнень. Ці нерівності демонструють вищі показники смертності поліціянтами для кольорових людей, особливо темношкірих чоловіків, які мають шанс бути вбитими через застосування сили поліціянтами 1 на 1000.
Дані з Австралії, Європейського Союзу та Сполученого Королівства також показують, що смерть під час затримання поліціянтами частіше трапляється серед чоловіків.